# Rohan du Plooy
Rohan du Plooy, né le 14 septembre 1994 au Cap, est un coureur cycliste sud-africain. 

## Biographie
En 2012, Rohan du Plooy devient champion d'Afrique du Sud du contre-la-montre juniors (moins de 19 ans). La même année, il représente son pays lors des championnats du monde. Il termine ensuite cinquième du prologue du Tour du Rwanda en 2014, mais également troisième du championnat d'Afrique du Sud du contre-la-montre dans la catégorie espoirs (moins de 23 ans).
À partir de 2017, il commence à courir occasionnellement en Belgique avec le Vérandas Willems-Crabbé-CC Chevigny. Sous les couleurs de ce dernier, il s'impose à plusieurs reprises sur des épreuves régionales. En 2018, il se classe troisième du championnat d'Afrique du Sud du contre-la-montre. Il prend par ailleurs la dixième place du Circuit de Wallonie. 
En 2019, il signe chez ProTouch Sports, qui obtient le statut d'équipe continentale. 

## Palmarès
- 2011
  - 3e du championnat d'Afrique du Sud du contre-la-montre juniors
- 2012
  -  Champion d'Afrique du Sud du contre-la-montre juniors
- 2013
  - 2e du championnat d'Afrique du Sud du contre-la-montre par équipes
- 2014
  - 3e du championnat d'Afrique du Sud du contre-la-montre espoirs
- 2016
  - Champion du Cap-Occidental sur route
  - Champion du Cap-Occidental  du contre-la-montre
  - Tour de PPA[4]
- 2017
  - Stellenbosch Cycle Tour
- 2018
  - Grand Prix Perwez
  - 2e de l'Amashova Durban Classic
  - 3e du championnat d'Afrique du Sud du contre-la-montre
- 2019
  - 5e étape du Mpumalanga Tour
  - Kremetart Cycle Race
  - 2e étape du Tour de la Péninsule
- 2021
  - Tshwane Capital Classic
- 2024
  - 2e du championnat d'Afrique du Sud du critérium

## Classements mondiaux
| Année                                 | 2018  | 2019  | 2020  | 2021  | 2022  |
| ------------------------------------- | ----- | ----- | ----- | ----- | ----- |
| Classement mondial                    | 1723e | 1019e | 1635e | 1190e | 2885e |
| UCI Europe Tour                       | 1888e |       |       |       |       |
| UCI Africa Tour                       | 122e  | 51e   | 66e   | 52e   | 175e  |
|                                       |       |       |       |       |       |
| Légende : nc = non classéSource : UCI |       |       |       |       |       |